# Karl Wolfskeil
Karl Wolfskeil (* 26. Januar 1921 in Sulzbach/Saar; † 10. Januar 2000 ebenda) war ein deutscher Politiker (SPD).
Nach der Volksschule und dem Gymnasium absolvierte Wolfskeil eine kaufmännische Lehre. Anschließend wurde er zum Reichsarbeitsdienst und zum Wehrdienst einberufen. Im Zweiten Weltkrieg geriet er in sowjetische Kriegsgefangenschaft, aus der im Dezember 1945 entlassen wurde. Er war 1946 Angestellter beim Regierungspräsidium Saar, von 1947 bis 1950 Angestellter beim Fürsorgeamt Saarland und von 1950 bis 1955 sowie von 1956 bis 1957 Angestellter bei der Regierung des Saarlandes.
Wolfskeil war ab Januar 1946 Mitglied der Sozialdemokratischen Partei des Saarlandes (SPS) und wechselte im Oktober 1952 zur Deutschen Sozialdemokratischen Partei (DSP). 1955 trat er der saarländischen SPD bei und war für diese von 1955 bis 1956 als Landessekretär tätig. Von 1955 bis 1963 sowie von 1967 bis 1975 war er Vorsitzender des SPD-Ortsvereins Sulzbach, von 1961 bis 1967 Vorsitzender des SPD-Unterbezirks Sulzbach und von 1967 bis 1970 stellvertretender Vorsitzender des SPD-Unterbezirks Saarbrücken-Land.
Wolfskeil war von 1956 bis 1974 Ratsherr in Sulzbach und dort von 1962 bis 1970 Vorsitzender der SPD-Stadtratsfraktion. 1960 sowie erneut von 1964 bis 1968 war er Erster Beigeordneter der Stadt Sulzbach. Von 1974 bis 1979 gehörte er dem Stadtverbandstag Saarbrücken an. Im Jahr 1957 konnte er für Kurt Conrad in den Landtag des Saarlandes nachrücken. Er gehörte dem Parlament bis zum Ende der fünften Legislaturperiode (1970) an und war zuletzt als Erster Schriftführer Mitglied des Landtagspräsidiums.
Wolfskeil zählte 1975 zu den ersten Trägern des neu gestifteten Saarländischen Verdienstordens.